# Q许可证
Q许可证（Q clearance）是美國能源部授予的安全認證，Q许可证的持有者可以訪問極機密的受限數據以及國家安全機密信息。根據1954年原子能法，包括核武器和相關材料在內的有關信息都屬於受限數據。只有在國家安全領域擔任關鍵敏感職位的人員才會被授予Q许可证。截至2021年4月，共有92,177人持有持Q许可证。